# 니푸르티목스
니푸르티목스(Nifurtimox), 상품명 람피트(Lampit)는 샤가스병과 아프리카 수면병 치료에 사용되는 약물이다. 수면병의 경우 에플로르니틴과 함께 니푸르티목스-에플로르니틴 복합 치료에 사용된다. 샤가스병에서는 벤즈니다졸의 2차 선택지이다. 경구 투여된다.
흔한 부작용으로는 복통, 두통, 메스꺼움, 체중 감소가 있다. 동물 연구에서는 암 발생 위험을 높일 수 있다는 우려가 있지만, 인체 임상 시험에서는 이러한 우려가 확인되지 않았다. 니푸르티목스는 임신 중이거나 심각한 콩팥 또는 간 질환이 있는 사람에게는 권장되지 않는다. 니트로푸란의 한 종류이다.
니푸르티목스는 1965년에 의약품으로 사용되기 시작했다. WHO 필수 의약품 목록에 포함되어 있다. 캐나다에서는 상업적으로 판매되지 않는다. 미국에서는 2020년 8월에 의약품으로 승인되었다. 질병이 흔한 지역에서는 세계보건기구 (WHO)에서 니푸르티목스를 무료로 제공한다.

## 의학적 사용
니푸르티목스는 샤가스병 치료에 30일에서 60일 동안 사용된다. 그러나 니푸르티목스의 장기 사용은 위창자길 및 신경과 부작용과 같은 이상 반응의 가능성을 증가시킨다. 니푸르티목스의 낮은 내약성과 치료 완료율 때문에, 샤가스병이 있고 장기 치료가 필요한 사람에게는 벤즈니다졸이 더 고려된다.
미국에서 니푸르티목스는 트립파노소마 크루지에 의한 샤가스병(미국 트리파노소마증) 치료를 위해 소아 및 청소년(출생부터 18세 미만, 최소 2.5 킬로그램 (5.5 lb) 체중)에게 적응증으로 허가되었다.
니푸르티목스는 아프리카 수면병 치료에도 사용되며, 질병의 2단계 (중추신경계 침범)에서 활동성이 있다. 니푸르티목스를 단독으로 투여하면 환자의 절반 가량이 재발하지만, 니푸르티목스와 멜라르소프롤 병용 요법은 효과적인 것으로 보인다. 아프리카 수면병에 대해 멜라르소프롤/니푸르티목스와 멜라르소프롤 단독 요법을 비교하는 임상 시험이 기다려지고 있다.
에플로르니틴과 니푸르티목스 병용 요법은 에플로르니틴 단독 요법보다 안전하고 간편하며, 동등하거나 더 효과적인 것으로 보인다. 2단계 아프리카 트리파노소마증의 1차 치료법으로 권장되고 있다.

### 임신 및 수유
니푸르티목스의 사용이 제한적이므로 임산부의 사용은 피해야 한다. 니푸르티목스 15 mg/kg까지의 일일 용량이 모유 수유 영아에게 이상 반응을 일으킬 수 있다는 제한적인 데이터가 있다. 다른 저자들은 니푸르티목스 사용 중 모유 수유가 금기 사항이 아니라고 간주한다.

## 부작용
만성 투여 후, 특히 노인에서 부작용이 발생한다.
주요 독성으로는 과민증과 같은 즉시형 과민반응과 황달, 피부염을 포함하는 지연형 과민반응이 있다. 중추신경계 장애와 말초 신경병증도 발생할 수 있다.
가장 흔한 부작용
- 식욕 부진
- 체중 감소
- 메스꺼움
- 구토
- 두통
- 어지럼증
- 기억 상실

덜 흔한 부작용
- 발진
- 우울증
- 불안
- 혼란
- 발열
- 인후통
- 오한
- 발작
- 발기 부전
- 떨림
- 근력 약화
- 손이나 발의 저림

### 금기
니푸르티목스는 심각한 간 또는 콩팥 질환이 있는 사람, 신경학적 또는 정신과적 질환의 과거력이 있는 사람에게는 금기이다.

## 작용 메커니즘
니푸르티목스는 니트로-음이온 라디칼 대사 산물을 형성하여 기생생물의 핵산과 반응하여 DNA를 크게 파괴한다. 그 메커니즘은 항균 작용을 하는 메트로니다졸과 유사하다. 니푸르티목스는 환원되어 초과산화물과 같은 산소 라디칼을 생성한다. 이 라디칼은 T. cruzi에 독성이 있다. 포유류 세포는 카탈레이스, 글루타티온, 과산화효소 및 초과산화물 불균등화효소의 존재로 보호된다. 세포 독성 수준까지 과산화수소가 축적되면 기생생물이 죽는다.

## 사회 및 문화

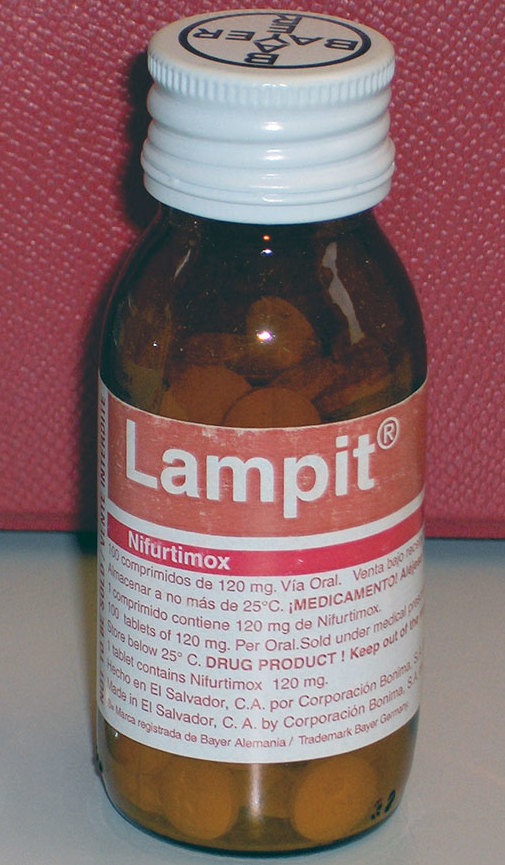
니푸르티목스 병

### 법적 지위
니푸르티목스는 아르헨티나, 미국, 터키, 독일 등에서 사용 허가를 받았다. 미국에서는 2020년 8월에 의약품으로 승인되었다.

## 연구
니푸르티목스는 소아 신경아세포종 및 속질모세포종 치료를 위한 2상 임상 시험 중이다.